# كأس أبطال الكؤوس الآسيوية 1992–93
كأس أبطال الكؤوس الآسيوية 1992–93  هو الموسم 3 من  كأس أبطال الكؤوس الآسيوية. الذي يشرف على تنظيمه الاتحاد الآسيوي لكرة القدم، وكان عدد الأندية المشاركة فيه  17، وفاز فيه يوكوهاما مارينوس.